# بن صهيون نتنياهو
بن صهيون نتنياهو (بالعبرية: בֶּנְצִיּוֹן נְתַנְיָהוּ‏)؛ الاسم عند الولادة بن صهيون ميليكوفسكي؛ 25 مارس 1910- 30 أبريل 2012) كان مؤرخًا إسرائيليًا. شغل منصب أستاذ التاريخ في جامعة كورنيل. باحث في التاريخ اليهودي، وكان أيضًا ناشطًا في الحركة الصهيونية التحريفية، الذي ضغط في الولايات المتحدة لدعم إنشاء الدولة اليهودية. كان مجال خبرته هو تاريخ اليهود في إسبانيا. كان محرر الموسوعة العبرية والسكرتير الشخصي لزئيف جابوتنسكي. نتنياهو هو والد رئيس الوزراء الإسرائيلي الحالي بنيامين نتنياهو ويوناتان نتنياهو، القائد السابق لسيريت ماتكال، وكذلك عيدو نتنياهو، الطبيب والمؤلف والكاتب المسرحي.

## سيرة شخصية
ولد بنزيون ميليكوفسكي (فيما بعد نتنياهو) في وارسو في بولندا المقسمة التي كانت تحت السيطرة الروسية، والداه هما سارة (لوري) والكاتب والناشط الصهيوني البيلاروسي ناثان ميليكوفسكي. كان ناثان حاخامًا قام بجولة في أوروبا والولايات المتحدة، وألقى الخطب الداعمة للصهيونية. بعد أن أخذ ناثان العائلة إلى فلسطين الانتدابية (عليا) في عام 1920, تم تغيير اسم العائلة في النهاية إلى نتنياهو. بعد العيش في يافا وتل أبيب وصفد، استقرت الأسرة في القدس. درس بنسيون نتنياهو في معهد ديفيد يلين للمعلمين والجامعة العبرية في القدس. على الرغم من أن والده كان حاخامًا، إلا أن بنسيون كان علمانيًا. أصبح شقيقه الأصغر عالم الرياضيات إليشا نتنياهو عميدًا للعلوم في التخنيون. كانت ممارسة شائعة للمهاجرين الصهاينة في ذلك الوقت أن يتبنوا اسمًا عبريًا. بدأ ناثان ميليكوفسكي بالتوقيع على بعض المقالات التي كتبها «نتنياهو», النسخة العبرية لاسمه الأول، واعتمد ابنه هذا الاسم كاسم عائلته. كما استخدم الاسم المستعار «نيتاي».
في عام 1944 تزوج نتنياهو من تسيلا سيغال التي التقى بها خلال دراسته في فلسطين. كان للزوجين ثلاثة أبناء - يوناتان (1946-1976), القائد السابق لسيريت ماتكال، الذي قُتل أثناء عملية قيادة عنتيبي; بنيامين (مواليد 1949), رئيس الوزراء الإسرائيلي (1996-1999, 2009_ 2021); وعيدو (مواليد 1952), طبيب ومؤلف وكاتب مسرحي إسرائيلي. عاشت العائلة في شارع هابورتزيم في حي القدس من القطمون. توفيت زوجة نتنياهو تسيلا عام 2000.

## النشاط الصهيوني
درس بنزيون نتنياهو تاريخ العصور الوسطى في الجامعة العبرية في القدس. خلال دراسته، أصبح نتنياهو ناشطًا في الصهيونية التحريفية، وهي حركة من الناس الذين انفصلوا عن نظرائهم الصهيونيين السائدين، معتقدين أن أولئك الموجودين في التيار السائد كانوا أكثر تصالحية مع السلطات البريطانية التي تحكم فلسطين، واعتنقوا نسخة يمينية أكثر تشددًا. القومية اليهودية أكثر من تلك التي دافع عنها الصهاينة العماليون الذين قادوا إسرائيل في سنواتها الأولى. كان المراجعون بقيادة جابوتنسكي، الذي أثر إيمانه بضرورة وجود «جدار حديدي» بين إسرائيل وجيرانها العرب على السياسة الإسرائيلية منذ الثلاثينيات. أصبح نتنياهو صديقا مقربا لأبا أهيمير.
كان بنزيون نتنياهو محررًا مشاركًا لمجلة بيتار العبرية الشهرية (1933-1934), ثم محرر صحيفة ها ياردن اليومية الصهيونية التحريفية في القدس (1934-1935). حتى أمرت سلطات الانتداب البريطاني بوقف نشر الصحيفة.[محل شك] عمل محررًا في المكتبة السياسية الصهيونية، القدس وتل أبيب، 1935-1940.
في عام 1940, ذهب نتنياهو إلى نيويورك ليكون سكرتيرًا لجابوتنسكي، الذي كان يسعى إلى حشد الدعم الأمريكي لمقاتليه الصهاينة الجدد. توفي جابوتنسكي في العام نفسه، وأصبح نتنياهو المدير التنفيذي للمنظمة الصهيونية الجديدة في أمريكا، المنافس السياسي للمنظمة الصهيونية الأمريكية الأكثر اعتدالًا. شغل هذا المنصب حتى عام 1948.
بصفته المدير التنفيذي، كان نتنياهو أحد قادة الحركة التصحيحية في الولايات المتحدة خلال الحرب العالمية الثانية. في الوقت نفسه، تابع الدكتوراه في كلية دروبسي لتعليم اللغة العبرية وما شابهها في فيلادلفيا (الآن مركز الدراسات اليهودية المتقدمة في جامعة بنسلفانيا), وكتب أطروحته عن إسحاق أبرابانيل (1437-1508), وهو عالم يهودي ورجل دولة عارض إبعاد اليهود عن إسبانيا.
كان نتنياهو يؤمن بإسرائيل الكبرى. عندما تم نشر خطة الأمم المتحدة لتقسيم فلسطين (29 نوفمبر 1947), انضم إلى آخرين وقعوا عريضة ضد الخطة. نُشرت العريضة في صحيفة نيويورك تايمز. خلال ذلك الوقت، كان نشطًا في التعامل مع أعضاء الكونجرس في واشنطن العاصمة.
في عام 1949, عاد إلى إسرائيل، حيث حاول أن يبدأ حياته السياسية لكنه فشل. كان متشددًا بلا هوادة، وكان يعتقد أن «الغالبية العظمى من عرب إسرائيل سيختارون إبادتنا إذا كان لديهم خيار القيام بذلك». في أيام شبابه، كان يؤيد بقوة فكرة الترحيل العربي من فلسطين.
وفي عام 2009 قال لمعارف إن «النزعة إلى الصراع هي جوهر العرب. إنه عدو بطبيعته. شخصيته لن تسمح له بالتنازل. لا يهم نوع المقاومة التي سيواجهها، وما الثمن الذي سيدفعه. وجوده هو حرب دائمة».

## مهنة أكاديمية
بعد أن كافح سابقًا للانضمام إلى الأوساط الأكاديمية الإسرائيلية دون نجاح، ربما بسبب مجموعة من الأسباب الشخصية والسياسية، مع ذلك، واصل نتنياهو أنشطته الأكاديمية عند عودته إلى إسرائيل. على الرغم من أنه ما زال غير قادر على أن يصبح عضوًا في هيئة التدريس الأكاديمية في الجامعة العبرية، إلا أن معلمه جوزيف كلاوسنر أوصاه بأن يكون أحد محرري «الموسوعة العبرية» بالعبرية. وبعد وفاة كلاوسنر، أصبح نتنياهو رئيس التحرير بالترادف مع الأستاذ يشعياهو ليبوفيتز.
عاد إلى كلية Dropsie في فيلادلفيا، بنسلفانيا، في البداية كأستاذ للغة العبرية وآدابها ورئيسًا للقسم (1957-1966); ثم عمل أستاذاً للتاريخ اليهودي في العصور الوسطى والأدب العبري (1966-1968). بعد ذلك، انتقل أولاً إلى جامعة دنفر كأستاذ للدراسات العبرية (1968-1971), ثم عاد إلى نيويورك لتحرير موسوعة يهودية. في النهاية تولى منصبًا في جامعة كورنيل كأستاذ للدراسات اليهودية ورئيسًا لقسم اللغات السامية وآدابها، من 1971 إلى 1975. بعد وفاة ابنه يوناتان خلال عملية إنقاذ الرهائن في عنتيبي عام 1976, عاد هو وعائلته إلى إسرائيل. في وقت وفاته، كان نتنياهو عضوا في أكاديمية الفنون الجميلة  وأستاذا فخريا بجامعة كورنيل.
استمرارًا لاهتمامه باليهود الأسبان في العصور الوسطى، والعصر الذهبي للثقافة اليهودية في إسبانيا والبرتغال، كتب نتنياهو كتابًا عن إسحاق أبرابانيل ومقالات عن محاكم التفتيش الإسبانية ومارانوس. طور نظرية تنص على أن مارانوس تحولوا إلى المسيحية، ليس بالإكراه، ولكن من منطلق الرغبة في الاندماج في المجتمع المسيحي. ومع ذلك، كمسيحيين جدد، استمر تعرضهم للاضطهاد بسبب العنصرية، وليس لأسباب دينية بحتة، كما كان يعتقد سابقًا. وجادل بأن الجديد في القرن الخامس عشر هو ممارسة الملكية الإسبانية لتعريف اليهود ليس دينياً، بل عنصرياً، من خلال مبدأ ليمبيزا دي سانجري، نقاء الدم. التي كانت بمثابة نموذج للنظريات العرقية في القرن العشرين. رفض نتنياهو فكرة أن مارانوس عاشوا حياة مزدوجة، مدعيا أن هذه النظرية نشأت من وثائق محاكم التفتيش.

ربما اشتهر نتنياهو بأعماله الرائعة، أصول محاكم التفتيش في إسبانيا في القرن الخامس عشر . كتب ناشره وصديقه جايسون إبستاين عن الكتاب:
ألغى العمل البحثي المؤلف من 1400 صفحة قرونًا من سوء الفهم، ومن المتوقع أنه أُشِيد به بشكل خافت وفي حالات قليلة تم إدانته بغضب أو تجاهل ببساطة من قبل مؤسسة علمية مهددة. سرعان ما ساد العلماء المتحمسون، واليوم يبرز إنجاز بنزيون التنقيحي الرائع في مجال دراسات محاكم التفتيش.
ذكر نعيه في صحيفة نيويورك تايمز: «على الرغم من الإشادة بالرؤى الثاقبة للكتاب، إلا أنه تم انتقاده أيضًا لأنه تجاهل المصادر والتفسيرات المعيارية. لم يلاحظ عدد قليل من المراجعين أنه يبدو أنه ينظر إلى حالات قديمة من معاداة السامية من خلال مرآة الرؤية الخلفية للهولوكوست». في الواقع، بشكل عام، اعتبر نتنياهو التاريخ اليهودي بمثابة «تاريخ من المحرقة». «الأصول» قادت نتنياهو إلى خلاف علمي مع يتسحاق باير. اعتبر باير، باتباع وجهات نظر سابقة، أنوسيم (المتحولون القسريون إلى المسيحية) حالة «كيدوش هاشم» (تقديس اسم [الله]: أي الموت أو المخاطرة بالنفس للحفاظ على اسم الله). وفقًا لباير، اختار المتحولين أن يعيشوا حياة مزدوجة، مع قدر من المخاطرة، مع الاحتفاظ بإيمانهم الأصلي.  تحدى نتنياهو، في المقابل، الاعتقاد بأن اتهامات محاكم التفتيش كانت صحيحة، واعتبر أن غالبية المتحولين هم «ميتبوليليم» (استيعاب ثقافيون), ويتحولون عن طيب خاطر إلى المسيحية، مدعيا أن العدد القليل من تم استخدام المتحولين الذين لم يلتزموا حقًا بدينهم الجديد من قبل محاكم التفتيش كدعاية للادعاء بحركة مقاومة أوسع.  وفقًا لنتنياهو، لم يقبل المجتمع المسيحي أبدًا المتحولين الجدد لأسباب تتعلق بالحسد العنصري.
نتنياهو كان عضوا في الأكاديمية الأمريكية للبحوث اليهودية ومعهد الدراسات الدينية المتقدمة ومجلس الطوارئ الصهيوني الأمريكي. في الستينيات، ساهم نتنياهو في كتابين مرجعيين رئيسيين آخرين باللغة الإنجليزية: «الموسوعة اليهودية» و «تاريخ الشعب اليهودي العالمي».
حائز على الدكتوراه الفخرية من جامعة بلد الوليد (إسبانيا) عام 2001.

## موت
توفي نتنياهو في صباح يوم 30 أبريل 2012 في منزله في القدس عن عمر يناهز 102 عامًا. مخلفاً بعده اثنين من أبنائه الثلاثة وسبعة من أحفاده واثنا عشر من أبناء الأحفاد.

## الأعمال المنشورة
- دون إسحاق أبرافانيل: رجل دولة وفيلسوف، 1953. إيثاكا، 1998; جمعية النشر اليهودية، 2001.
- نحو محاكم التفتيش: مقالات عن التاريخ اليهودي والتحويل في أواخر العصور الوسطى في إسبانيا، إيثاكا، 1997.
- مارانوس إسبانيا: من أواخر القرن الرابع عشر إلى أوائل القرن السادس عشر، 1966. إيثاكا، 1999.
- أصول محاكم التفتيش في إسبانيا القرن الخامس عشر . نيويورك: راندوم هاوس، الطبعة الأولى أغسطس 1995.
- أسلاف الصهيونية الخمسة، يديعوت أحرونوت، 2004.
- الآباء المؤسسون للصهيونية. دار بلفور للكتب والجيفن للنشر، 2012.(ردمك 978-1-933267159)

## الجوائز
- 1995: جائزة الكتاب اليهودي القومي في الدراسات السفاردية عن أصول محاكم التفتيش[25]

## روابط خارجية
- نتنياهو، بنسيون - تجميع المقالات
- نتنياهو، بنسيون - ملخص لمقالات رئيسية